# Stad Frankfort
De Stad Frankfort is een monumentaal pand in het centrum van de Nederlandse stad Venlo.

## Geschiedenis

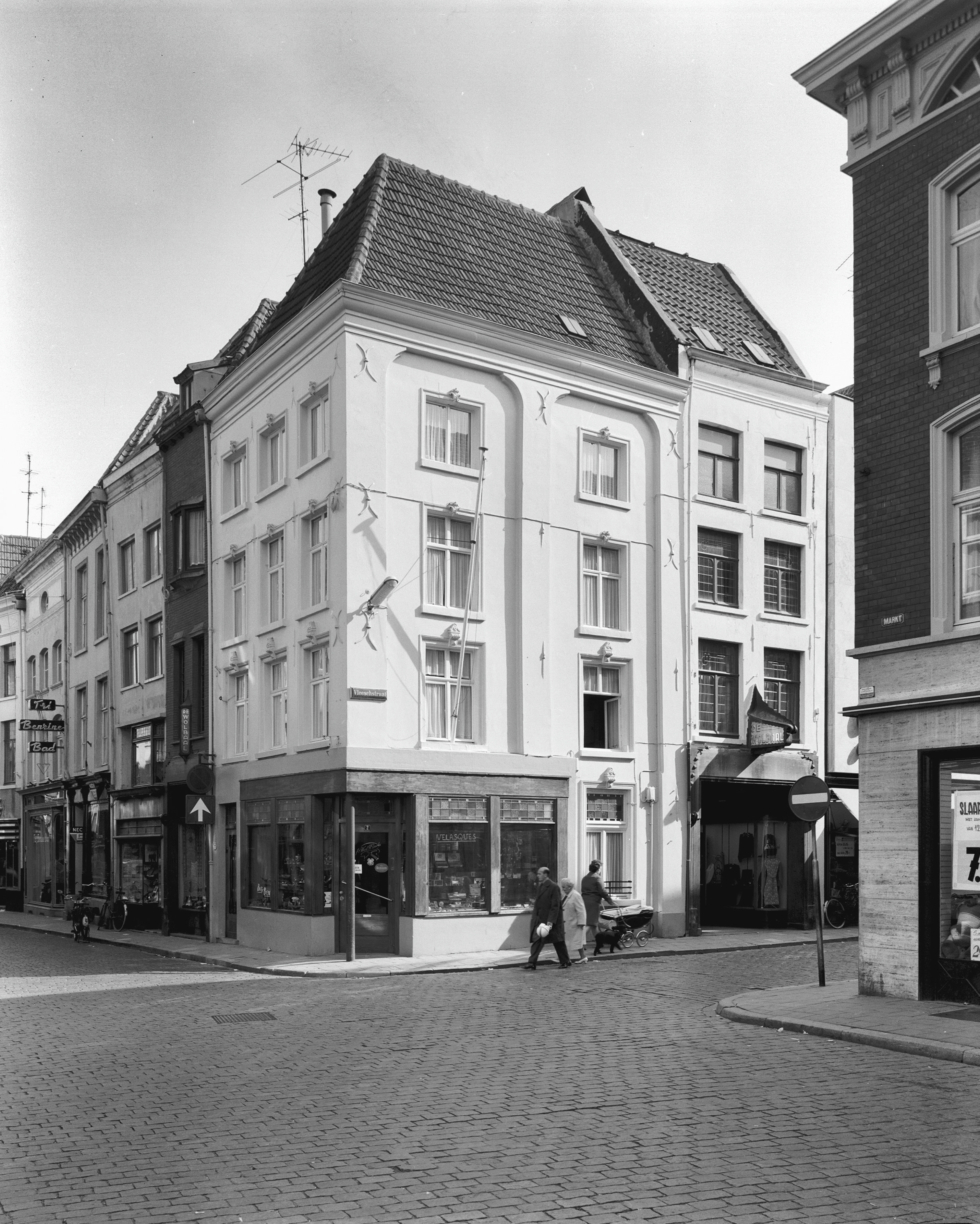
Het pand in 1965

In de tweede helft van de 18e eeuw werd het pand gebouwd. 

## Bouwwerk
Het pand is in neoclassicistische stijl opgetrokken en wordt gedekt door een zadeldak met schildeinde. De frontgevel is wit gepleisterd en heeft symmetrisch verspringende raamgroottes met terugspringende raampartijen.